# Loo Wit
A Loo Wit James Rosati 1975–76-ban elkészült szobra a Seattle-i Egyetem campusán. A 4,9 méter magas alkotás betontalpon áll.
A szobrot Richard Hedreen, a Holiday Inn Crowne Plaza Hotel tulajdonosa vásárolta 1980-ban a szálloda számára, majd 2015. augusztus 31-én feleségével Betty Petri Hedreennel az egyetemnek adományozták.

## Fordítás
- Ez a szócikk részben vagy egészben  a   Loo Wit című angol Wikipédia-szócikk ezen változatának fordításán alapul.  Az eredeti cikk szerkesztőit annak laptörténete sorolja fel. Ez a jelzés csupán a megfogalmazás eredetét és a szerzői jogokat jelzi, nem szolgál a cikkben szereplő információk forrásmegjelöléseként.